# Abraham Ortelius
Abraham Ortelius, belgijski kartograf in geograf, * 14. april 1527, Antwerpen, † 28. junij 1598, Antwerpen.
Ortelius velja za ustvarjalca prvega atlasa.
V Antwerpnu je študiral grščino, latinščino in matematiko, ter delal kot prodajalec knjig in zemljevidov.
Še bolj pa se je posvečal kartografiji ter je izdelal prvi atlas »Theatrum Orbis Terrarium«.
Atlas je bil tako uspešen, da so ga morali v prvem letu po izidu štirikrat ponatisniti.
Skupno je bil atlas v letih 1570−1612 preveden v 7 jezikov;latinščino,  nemščino, flamščino, francoščino, španščino, angleščino, in italijanščino.
Abraham Ortelius je bil prvi kartograf, ki je za svoje zemljevide navedel poimenske vire. 
Prav tako je ustvaril zbirko krajevnih imen »Thesaurus Geographicus«, ki je tudi pomemben zgodovinski dokument.